# Curse of Enchantia
Curse of Enchantia è una avventura grafica a sfondo fantasy del 1992, dotata di interfaccia punta-e-clicca. Fu uno tra i primi videogiochi a essere disponibile in CD-ROM.
Il protagonista, un giovane ragazzo di nome Brad, viene trasportato nel mondo magico di Enchantia. Un pianeta governato da una malvagia strega intenzionata ad ottenere l'eterna giovinezza tramite un potente incantesimo, per il quale, è necessario un giovane umano proveniente da un'epoca ed una dimensione diversa, per la precisione, la Terra del XX secolo. Il gioco inizia con il ragazzo incatenato in prigione. Brad dovrà, con l’aiuto del giocatore, trovare un metodo per sconfiggere la malvagia regina e ritornare a casa sano e salvo.